# Комсомольское сельское поселение (Пермский край)
Комсомольское се́льское поселе́ние — упразднённое муниципальное образование в Кунгурском районе Пермского края Российской Федерации.
Административный центр — посёлок Комсомольский.

## География
Общая площадь в границах поселения составляет 77,1 кв. км.
Расстояние от центра поселения — посёлка Комсомольский — до города Кунгура —22 км.

## История
Статус и границы сельского поселения установлены Законом Пермской области от 27 декабря 2004 года № 1987-436 «Об утверждении границ и о наделении статусом муниципальных образований Кунгурского района Пермской области»
Законом Пермского края от 9 декабря 2020 года упразднено 22 декабря 2020 года в связи с объединением Кунгура и Кунгурского муниципального района в Кунгурский муниципальный округ, все сельские поселения упразднены.

## Население
| 2010  | 2012  | 2013  | 2014  | 2015  | 2016  | 2017  |
| ----- | ----- | ----- | ----- | ----- | ----- | ----- |
| 3433  | ↘3419 | ↘3375 | ↘3343 | ↘3305 | ↘3289 | ↘3263 |
| 2018  | 2019  | 2020  | 2021  |       |       |       |
| ↘3227 | ↘3166 | ↘3141 | ↘3134 |       |       |       |

## Состав сельского поселения
| № | Населённый пункт | Тип населённого пункта          | Население |
| - | ---------------- | ------------------------------- | --------- |
| 1 | Гробово          | деревня                         | 185       |
| 2 | Комарово         | деревня                         | 45        |
| 3 | Комсомольский    | посёлок, административный центр | ↘3033     |
| 4 | Любимово         | деревня                         | 52        |
| 5 | Мичково          | деревня                         | 55        |

## Инфраструктура
Средняя школа, школа искусств, детско-юношеская спортивная школа, станция юннатов, Комсомольский центр досуга, Центр детского творчества для детей, библиотека, ФАП.
На территории поселения действует ПТФ «Комсомольская» и другие предприятия.

## Русская православная церковь
Церковь Рождества Христова (1783) в деревне Комарово

## Достопримечательности
Среди достопримечательностей Комсомольского поселения памятник землякам, погибшим во время Великой Отечественной войны (посёлок Комсомольский).